# Arne Falk-Rönne
Arne Falk-Rønne, född 5 december 1920 i Frederiksberg, död 9 juli 1992, var en dansk författare, reseledare, journalist och äventyrare.
Han blev student 1940 och utbildade sig till journalist i Rønne i Danmark. Senare började han att resa för Familie Journalen och var medlem av ”Eventyrernes Klub”. Han har utgivit en lång rad böcker som är översatta till mer än 13 språk, mest facklitteratur, men också skönlitterära verk, äventyrsböcker och romaner. De tre romanerna Se Neapel og spis sovs til, Det var på Capri, och Hyklere og myklere på Mallorca är baserade på hans erfarenheter som turistguide åren 1955-1958. Det är humoristiska/satiriska romaner om danska charterturister och deras upplevelser i varmare klimat. Den allvarligare romanen Før grænsen lukkes bygger på Falk-Rønnes vistelse som korrespondent i det belägrade Budapest under upproret 1956. 
1959 reste han med Jørgen Bitsch till Brasilien för att göra efterforskningar om mordet på dansken Ole Muller som försvann i Amazonas 1956. Resultatet av denna expedition blev boken Skæbnens Flod. För Bitschs vidkommande blev det boken Jivaro.
Av Falk-Rønnes mest kända verk är raden av utgåvor om resor i fotspåren på några av Bibelns gestalter, där alla utkom på Lohses forlag. Serien inleddes 1963 med boken Vejen til Betlehem, som blev hans första internationella försäljningssuccé och finns översatt till svenska med titeln Vägen till Betlehem.